# Погарский уезд

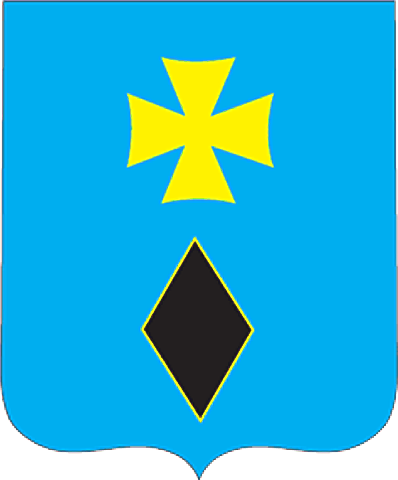
Герб уездного города

Пога́рский уезд — административно-территориальная единица, учрежденная в 1781 году в составе Новгород-Северского наместничества. Центр — город Погар.

## История
Погарский уезд был сформирован на основе территории Погарской, Бакланской и частично Почепской и Шептаковской сотен Стародубского полка.
С упразднением Новгород-Северского наместничества в 1796 году, Погарский уезд был расформирован. Основная часть его территории вошла в состав Стародубского уезда, а бывший уездный город Погар был определён как заштатный.
Ныне основная часть территории Погарского уезда входит в состав Брянской области.